# Rebus (motore)
Il Rebus era un motore aeronautico costruito da un gruppo di ingegneri italiani nei primi anni del XX secolo.

## Storia
Nei primi anni del 1900, agli albori dell'aeronautica, un gruppo di ingegneri milanesi, costituito da Enrico Restelli, Carlo Felice Buzio e Alessandro Tonini, costituirono la società Restelli, Buzio & C. allo scopo di costruire un motore aeronautico.
Si trattava di un motore a quattro cilindri con raffreddamento ad acqua realizzato in due versioni. Il primo, erogante 40-45 HP, fu installato sul biplano Wright che fu portato in volo dai tenenti Mario Calderara e Umberto Savoja durante la “Settimana di Brescia” vincendo tutti i premi destinati agli apparecchi di produzione nazionale.
Il secondo, erogante 70 HP, fu installato sul monoplano di propria costruzione Monorebus, che portato in volo sul campo d'aviazione di Malpensa nel giugno 1910 coprì in volo la distanza di 15 km.